# Забивна машина
Забивна машина (рос. забивочная машина, англ. stemming machine, нім. Besatzgerät n, Getriebemaschine f) — у вибуховій справі, гірництві — пристрій для механізованої подачі інертного матеріалу (пісок, дрібний щебінь тощо) в заряджені ВР свердловини і шпури з метою їх забивки. 3.м. набула найбільшого поширення на відкритих гірничих роботах. Складається з трансп. бази (автомобіль), ємності (бункери) для інертного (забивного) матеріалу, живильника (наприклад, конвеєр скребковий) для подачі забивного матеріалу з бункера в свердловину. Продуктивність вітчизняних З.м. 1700 кг/хв., вантажопідйомність 5,5-11т.